# Sphyraena waitii
Sphyraena waitii är en fiskart som beskrevs av Ogilby, 1908. Sphyraena waitii ingår i släktet Sphyraena och familjen Sphyraenidae. Inga underarter finns listade i Catalogue of Life.